# Anstruther
Pour les articles homonymes, voir Anstruther (homonymie).
Anstruther (Enster en écossais, Eanstar en gaélique d'Écosse et dont le sens est « petit ruisseau ») est une petite ville dans la Council Area de Fife, en Écosse. Anstruther est séparé en deux par un petit ruisseau, le Dreel Burn Graver. Anstruther se trouve à 9 miles au sud-sud-est de St Andrews. Elle accueille la plus grande communauté sur le tronçon de la rive Nord de la côte de Firth of Forth connue sous le nom d'East Neuk ; elle compte une population d'environ 3 500 âmes. Le village de Cellardyke constitue un prolongement d'Anstruther vers l'est.

## Description
C'était à l'origine un village de pêcheurs et il abrite le musée écossais de la pêche (Scottish Fisheries Museum), mais sa principale activité est aujourd'hui le tourisme, même s'il subsiste une petite activité industrielle et des services. Le port accueille une navigation de plaisance, et il existe un terrain de golf. La Waid Academy la comprehensive school locale, sert souvent de point de rassemblement pour la communauté et, par son rôle secondaire de centre communautaire, elle offre une large gamme d'activités et de sports, et offre des distractions pour jeunes et vieux. On y trouve également, ouverts au public, une salle de sport, un gymnase, une piscine etc.
Sa restauration rapide, le Anstruther Fish Bar, a gagné le prix du Fish and chips de l'année pour 2001-2002 et a reçu le même prix décerné par la Sea Fish Organisation, une fois encore en 2009. Les noms célèbres y sont nombreux comme Thomas Chalmers, un éminent théologien, et Graham Speirs, écrivain sur des sujets sportifs. C'est là qu'Edith Bowman, critique musicale et DJ à Radio 1 de la BBC, a passé son enfance.
Anstruther est une destination prisée pour le tourisme, en témoignent ses nombreuses maisons d'hôtes, hôtels et gîtes disponibles.
La ville possède une belle église paroissiale en son centre, perchée sur une petite colline et composée d'un clocher à flèche ce qui est rare en Grande-Bretagne.

## Histoire
En décembre 1583, Jacques VI d'Écosse donna à la ville le statut de bourg royal et des droits commerciaux, reconnaissant l'importance du port.
Au 19e siècle, Anstruther-Easter possédait des établissements de tannage, de construction navale et de salaison du poisson, ainsi qu'un commerce de cabotage. Au cours de la Première Guerre mondiale, Anstruther est relié à St Andrews par le North British Railway.
La pêche au hareng est restée une caractéristique de la région jusqu'au milieu du XXe siècle lorsque, après une prise record en 1936, les hauts-fonds ont mystérieusement décliné jusqu'à ce que l'industrie disparaisse effectivement en 1947. À une certaine époque, la ville était bien desservie par les trains du chemin de fer de la côte de Fife. La ligne a été fermée aux passagers en 1965.